# アボア基地
座標: 南緯73度03分 西経13度25分 / 南緯73.050度 西経13.417度

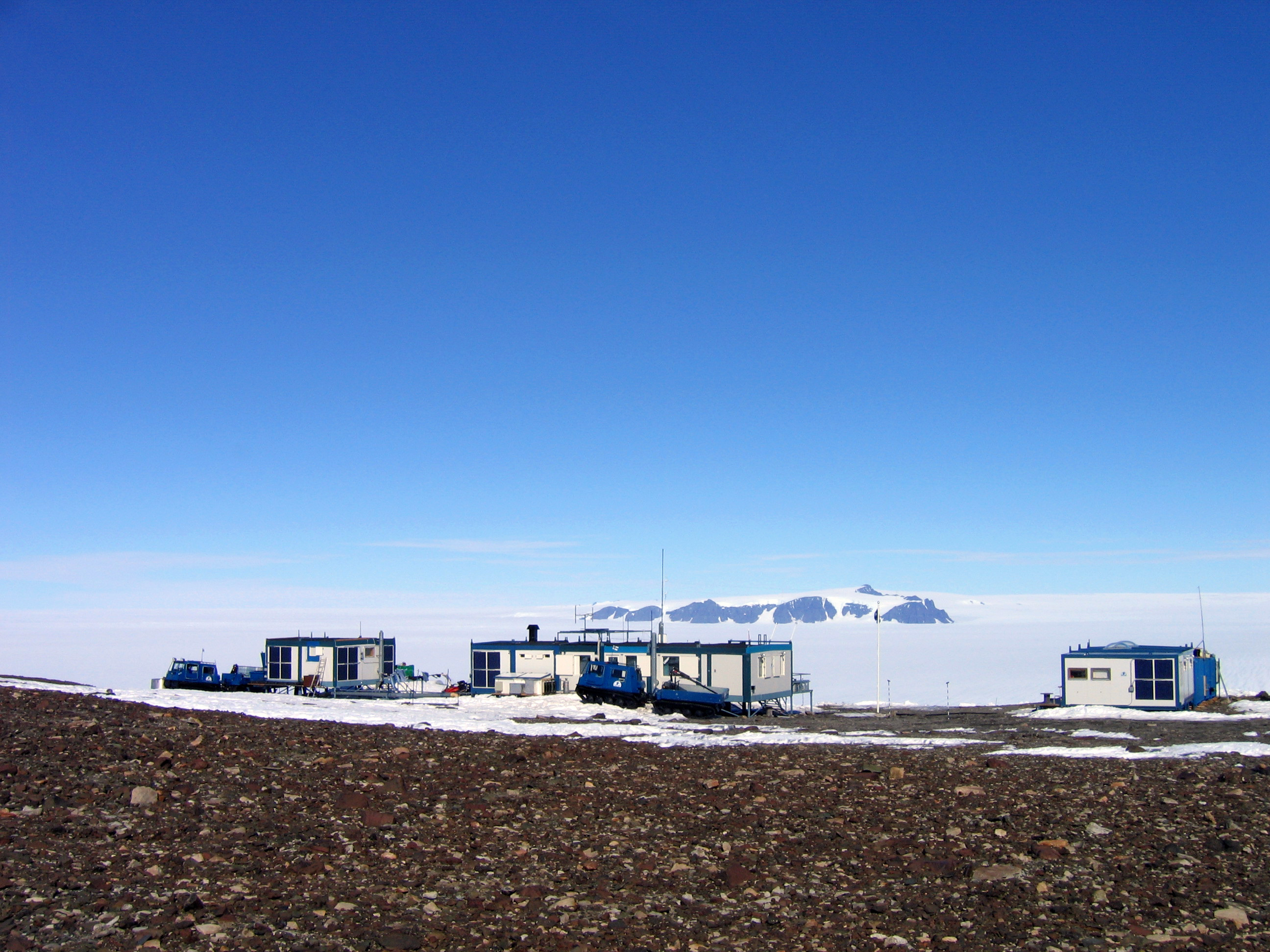
基地の外観

アボア基地（アボアきち、Aboa）は、フィンランドが設置している南極観測基地。1988年に設置された。ドロンニング・モード・ランドの海岸線から約130kmの地点にあり、ヴェストフェラ山脈(Vestfjella Mountains)のヌナタク上に位置している。フィンランド技術研究センター(VTT)及び貿易産業省（当時）の支援を得て建設されている。
夏期のみの運用であり、12名分の居住・作業スペースが確保されている。一時的ならば18名が居住できる。
スウェーデンのワサ基地(Wasa)とは200mしか離れておらず、緊密な協力体制をとっており、2ヶ所合わせてノルデンショルド基地(Nordenskiöld Base)とも呼ばれる。